# Asplenium forsteri
Asplenium forsteri là một loài dương xỉ trong họ Aspleniaceae. Loài này được Sadler mô tả khoa học đầu tiên năm 1820.
Danh pháp khoa học của loài này chưa được làm sáng tỏ. 